# 新座市議会
新座市議会（にいざしぎかい）は、埼玉県新座市に設置されている地方議会である。

## 概要
- 定数 - 26人
- 任期：2024年（令和6年）2月26日 - 2028年（令和10年）2月25日[1]
- 議長 - 島田久仁代（未来を創る会）
- 副議長 - 助川昇（自民・維新の会）

## 運営

### 会期
新座市議会の定例会は、毎年3月、6月、9月及び12月に召集され、その他にも必要に応じて臨時会が開催される。

## 会派
| 会派名         | 議席数 | 議員名（◎は代表）                                                        | 女性議員数 | 女性議員の比率(%) |
| -------------- | ------ | ------------------------------------------------------------------------ | ---------- | ----------------- |
| 公明党         | 7      | ◎白井忠雄、鈴木秀一、野中弥生、佐藤重忠、谷地田庸子、伊藤智砂子 片山敏子 | 4          | 57.1              |
| 自民・維新の会 | 5      | ◎池田貞雄、鈴木明子、助川昇、嶋野加代、堀内博史                          | 2          | 40.0              |
| 未来を創る会   | 7      | ◎鈴木芳宗、島田久仁代、米橋結太、伊藤信太郎、山口歩、川村能央、田口訓子  | 2          | 28.5              |
| 日本共産党     | 5      | ◎石島陽子、笠原進、小野大輔、黒田実樹、小野由美子                        | 3          | 60.0              |
| 市民と語る会   | 2      | ◎高邑朋矢、上田美小枝                                                    | 1          | 50.0              |
| 計             | 26     |                                                                          | 12         | 46.2              |

※2024年2月28日現在。議長、副議長を含む。

## 議員報酬等
| 役職   | 議員報酬        | 政務活動費 |
| ------ | --------------- | ---------- |
| 議長   | 月額 46万3000円 | 月額 2万円 |
| 副議長 | 月額 42万0000円 | 月額 2万円 |
| 議員   | 月額 40万0000円 | 月額 2万円 |

- 別途、年2回期末手当あり
- 政務活動費の残金は市に返還する義務がある
- 議員年金は2011年（平成23年）6月1日で廃止されている

## 当選無効事件
2012年4月20日、新座市選挙管理委員会は議員の立川明日香に対し、当選無効の決定を下した。同年12月21日、立川は辞職。翌年2013年1月8日、選管は市議選で次点だった鈴木明子を新たな当選者とした。